# Volvo Aero RM12
Volvo Aero RM12 ime je za nisko-obilazni turbofenski mlazni motor koji je bio razvijen za vojni zrakoplov Saab JAS 39 Gripen koji je nastao daljnim razvojem motora General Electric F404.

## Razvoj
Volvo Aero RM12 nastao je daljnim razvojem mlaznog motora General Electric F404-400 sa sljedećim svojstvima:
- bolja pouzdanost i preživljavanje od udara ptica u motor
- povećanje u potisku
- usvajanje digitalnog upravljanja nad motorom[1]
- smanjivanje troškova održavanja[2]
- smanjeni radarski odraz na ulazu motora i cijelog radarskog odraza u odnosu na originalni motor[3]

Originalni GE-ov motor F404 imao je analognu kontrolu nad funkcijama motora, Volvo je u suradnji s GE uspio razviti novi digitalni eletronski modul za upravljanje motora, koji je bio povezan na glavnu digitalnu sabirnicu zrakoplova. U slučaju kvara digitanog modula za upravljanje motorom, Volvo je ukomponirao i mehaničko računalo koje se brine za upravljanje motorom i ubrizgavanje goriva. Ovao mehaničko potpornje računalo ostalo je dio sistema za upravljanja motorom prilikom uvođenja novog digitalnog sistema 1996. godine pod imenom Full Authority Digital Engine Control (FADEC).

## Proizvodnja
Motor RM12 je složeni proizvod koji se sastavlja u volvovoj tvornici u Švedskoj, od čega 50% dijelova proizvode se u Švedskoj (npr fen, kompresor, kućište, osovina, naknadni sagorijevač.) dok ostatak od 50% proizvodi General Electric.